# Langelandia thesalica
Langelandia thesalica là một loài bọ cánh cứng trong họ Zopheridae. Loài này được Daffner miêu tả khoa học năm 1985.